# Grand Prix Formule 1 van België 2009

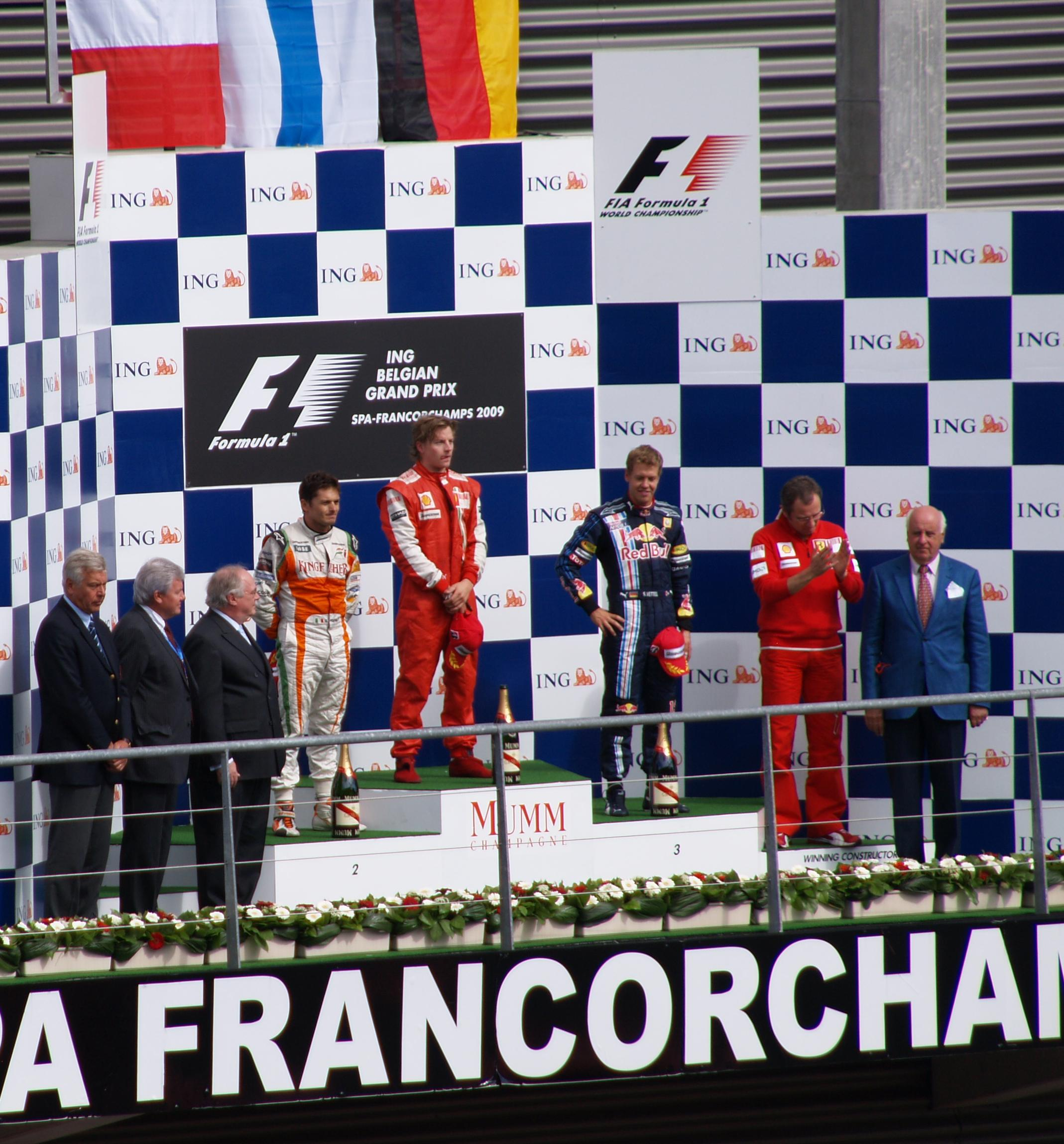
Podium.

De Grand Prix Formule 1 van België 2009 werd gehouden op 30 augustus 2009 op het Circuit Spa-Francorchamps. Het was de twaalfde race van het kampioenschap. Giancarlo Fisichella behaalde een eerste poleposition voor Force India. Tijdens de eerste ronde van de race was kampioenschapsleider Jenson Button betrokken bij een ongeval en moest opgeven. Het was de eerste keer dat Button geen punten scoorde dit seizoen. Ferrari-rijder Kimi Räikkönen won de race. Het was zijn eerste overwinning van het seizoen, alsook de eerste overwinning voor Ferrari dat jaar. Fisichella finishte met minder dan een seconde achterstand op de tweede plaats en behaalde zo de eerste punten ooit voor Force India. In de loop van de week volgend op de race werd bekendgemaakt dat Fisichella naar Ferrari overstapte om Luca Badoer te vervangen.

## Kwalificatie
| Pos. | Nr. | Coureur              | Constructeur          | Kwalificatietijden | Kwalificatietijden | Kwalificatietijden | Grid |
| Pos. | Nr. | Coureur              | Constructeur          | Q1                 | Q2                 | Q3                 | Grid |
| ---- | --- | -------------------- | --------------------- | ------------------ | ------------------ | ------------------ | ---- |
| 1    | 21  | Giancarlo Fisichella | Force India-Mercedes  | 1:45.102           | 1:44.667           | 1:46.308           | 1    |
| 2    | 9   | Jarno Trulli         | Toyota                | 1:45.140           | 1:44.503           | 1:46.395           | 2    |
| 3    | 6   | Nick Heidfeld        | BMW Sauber            | 1:45.566           | 1:44.709           | 1:46.500           | 3    |
| 4    | 23  | Rubens Barrichello   | Brawn-Mercedes        | 1:45.237           | 1:44.834           | 1:46.513           | 4    |
| 5    | 5   | Robert Kubica        | BMW Sauber            | 1:45.655           | 1:44.557           | 1:46.586           | 5    |
| 6    | 4   | Kimi Räikkönen       | Ferrari               | 1:45.579           | 1:44.953           | 1:46.633           | 6    |
| 7    | 10  | Timo Glock           | Toyota                | 1:45.450           | 1:44.877           | 1:46.677           | 7    |
| 8    | 15  | Sebastian Vettel     | Red Bull-Renault      | 1:45.372           | 1:44.592           | 1:46.761           | 8    |
| 9    | 14  | Mark Webber          | Red Bull-Renault      | 1:45.350           | 1:44.924           | 1:46.788           | 9    |
| 10   | 16  | Nico Rosberg         | Williams-Toyota       | 1:45.486           | 1:45.047           | 1:47.362           | 10   |
| 11   | 20  | Adrian Sutil         | Force India-Mercedes  | 1:45.239           | 1:45.119           |                    | 11   |
| 12   | 1   | Lewis Hamilton       | Team McLaren-Mercedes | 1:45.767           | 1:45.122           |                    | 12   |
| 13   | 7   | Fernando Alonso      | Renault               | 1:45.707           | 1:45.136           |                    | 13   |
| 14   | 22  | Jenson Button        | Brawn-Mercedes        | 1:45.761           | 1:45.251           |                    | 14   |
| 15   | 2   | Heikki Kovalainen    | Team McLaren-Mercedes | 1:45.705           | 1:45.259           |                    | 15   |
| 16   | 12  | Sébastien Buemi      | Toro Rosso-Ferrari    | 1:45.951           |                    |                    | 16   |
| 17   | 11  | Jaime Alguersuari    | Toro Rosso-Ferrari    | 1:46.302           |                    |                    | 17   |
| 18   | 17  | Kazuki Nakajima      | Williams-Toyota       | 1:46.307           |                    |                    | 18   |
| 19   | 8   | Romain Grosjean      | Renault               | 1:46.359           |                    |                    | 19   |
| 20   | 3   | Luca Badoer          | Ferrari               | 1:46.957           |                    |                    | 20   |

## Race
| Pos. | Nr. | Coureur              | Constructeur          | Rondes | Tijd / Oorzaak uitval | Grid | Punten |
| ---- | --- | -------------------- | --------------------- | ------ | --------------------- | ---- | ------ |
| 1    | 4   | Kimi Räikkönen       | Ferrari               | 44     | 1:23:50.995           | 6    | 10     |
| 2    | 21  | Giancarlo Fisichella | Force India-Mercedes  | 44     | +0.939                | 1    | 8      |
| 3    | 15  | Sebastian Vettel     | Red Bull-Renault      | 44     | +3.875                | 8    | 6      |
| 4    | 5   | Robert Kubica        | BMW Sauber            | 44     | +9.966                | 5    | 5      |
| 5    | 6   | Nick Heidfeld        | BMW Sauber            | 44     | +11.276               | 3    | 4      |
| 6    | 2   | Heikki Kovalainen    | Team McLaren-Mercedes | 44     | +32.763               | 15   | 3      |
| 7    | 23  | Rubens Barrichello   | Brawn-Mercedes        | 44     | +35.461               | 4    | 2      |
| 8    | 16  | Nico Rosberg         | Williams-Toyota       | 44     | +36.208               | 10   | 1      |
| 9    | 14  | Mark Webber          | Red Bull-Renault      | 44     | +36.959               | 9    |        |
| 10   | 10  | Timo Glock           | Toyota                | 44     | +41.490               | 7    |        |
| 11   | 20  | Adrian Sutil         | Force India-Mercedes  | 44     | +42.636               | 11   |        |
| 12   | 12  | Sébastien Buemi      | Toro Rosso-Ferrari    | 44     | +46.106               | 16   |        |
| 13   | 17  | Kazuki Nakajima      | Williams-Toyota       | 44     | +54.241               | 18   |        |
| 14   | 3   | Luca Badoer          | Ferrari               | 44     | +1:42.177             | 20   |        |
| DNF  | 7   | Fernando Alonso      | Renault               | 26     | Wiel                  | 13   |        |
| DNF  | 9   | Jarno Trulli         | Toyota                | 21     | Remmen                | 2    |        |
| DNF  | 22  | Jenson Button        | Brawn-Mercedes        | 0      | Ongeval               | 14   |        |
| DNF  | 8   | Romain Grosjean      | Renault               | 0      | Ongeval               | 19   |        |
| DNF  | 1   | Lewis Hamilton       | Team McLaren-Mercedes | 0      | Ongeval               | 12   |        |
| DNF  | 11  | Jaime Alguersuari    | Toro Rosso-Ferrari    | 0      | Ongeval               | 17   |        |

1925 · 1930 · 1931 · 1933 · 1934 · 1935 · 1937 · 1939 · 1947 · 1949 · 1950 · 1951 · 1952 · 1953 · 1954 · 1955 · 1956 · 1958 · 1960 · 1961 · 1962 · 1963 · 1964 · 1965 · 1966 · 1967 · 1968 · 1970 · 1972 · 1973 · 1974 · 1975 · 1976 · 1977 · 1978 · 1979 · 1980 · 1981 · 1982 · 1983 · 1984 · 1985 · 1986 · 1987 · 1988 · 1989 · 1990 · 1991 · 1992 · 1993 · 1994 · 1995 · 1996 · 1997 · 1998 · 1999 · 2000 · 2001 · 2002 · 2004 · 2005 · 2007 · 2008 · 2009 · 2010 · 2011 · 2012 · 2013 · 2014 · 2015 · 2016 · 2017 · 2018 · 2019 · 2020 · 2021 · 2022 · 2023 · 2024 · 2025 · 2026 · 2027 · 2029 · 2031